# Jenny (elefante)
Jenny fue un elefante asiático conocido por contribuir en el bando alemán durante la Primera Guerra Mundial.

## Biografía
Este paquidermo, probablemente de Ceilán, llegó en 1904 al zoológico de Hamburgo dirigido por Carl Hagenbeck. Durante la Gran Guerra, Jenny fue transportada en tren al norte de Francia el 26 de enero de 1915 por iniciativa del oficial que estaba a cargo del Kommandantur en Avesnes en el departamento Norte. Su mahout, incorporado a la marina en 1914, fue llamado a Avesnes para cuidar del animal que fue empleado para empujar vagones de carbón, tirar del arado y transportar leña. En 1916, Jenny fue transportada, siempre en tren, a Felleries, un pueblo especializado en silvicultura. Allí participó en labores de acarreo en los bosques aledaños. El 2 de abril de 1917 , el elefante regresó a Hamburgo y fue vendido a la familia circense Strassburger. Más tarde fue trasladada al Jardin d'Acclimatation de París, donde murió en febrero de 1941.
En 2015 se rindió homenaje al elefante en Felleries con una reproducción de tamaño natural de Jenny, de 4 metros de largo y 2,5 metros de ancho, formada por una estructura de acero recubierta de mimbre.